# Фёй
Фёй (фр. Rivière aux Feuilles, англ. Leaf River, инуктитут: Kuugaaluk (большая река) или Itinniq (там, где весеннее половодье)) — река на севере провинции Квебек (Канада).

## География
Река берёт начало в озере Минто на высоте 181 м и течёт на северо-восток через полуостров Унгава, впадая в залив Фёй, часть крупного залива Унгава.
Длина реки 480 км (с учётом озера Минто), собственная длина реки — 320 км. Площадь бассейна реки 42 500 км². Средний расход воды — 590 м³/с.
На берегу залива Фёй, близ устья реки, расположен инуитский посёлок Тасиуджак. На реке нет непроходимых стремнин или водопадов, поэтому её вполне можно пройти от истока до устья на каноэ или байдарке.

## Флора и фауна
По озеру Минто и реке Фёй проходит северная граница леса в провинции Квебек.
Стадо карибу, мигрирующих в районе реки, одно из наибольших в мире и оценивается в полмиллиона животных. Здесь также обитают чёрные медведи, волки, овцебыки, белые куропатки. В водах реки водится атлантический лосось, озёрная и ручьевая форель.

## Климат
Климат — приполярный высоких широт. Река свободна от льда только очень короткий период — около шестидесяти дней. В этот период среднесуточная температура низкая (около 10 °C), ветрено, часты осадки в виде дождя и снега.

## История
С конца XIX столетия река была известна под названием Лиф (Leaf River), что в переводе с английского обозначает «река листа», скорее всего из-за арктических ив и берёз, которые растут в некоторых местах вдоль её берегов. Компания Гудзонова залива вела здесь промысел лосося и морских свиней и даже открыла факторию в устье реки примерно в 1905 году. В начале XX века название реки поменяли на французское Rivière des Feuilles, которое было стандартизировано к его нынешней форме Rivière aux Feuilles в 1925 году.
Первые известные исследователи реки: 1898 — Альберт Питер Лоу, 1912 — Роберт Флайерти, 1976 — Боб Дэвис.

## Притоки
- Charpentier River
- Nedlouc River
- Descareaux River
- Daunais River
- Goudalie River
- Vizien River
- Brissard River
- Qijuttuuk River
- Cohade River
- Tuktu River
- Dufreboy Creek
- Viennaux River
- Papijjusaq River
- Peladeau River
- Fanfan River